# Constança Araújo
Constança Araújo Amador (Porto, 1984), também conhecida como aConstança, é uma artista plástica e ilustradora portuguesa. A sua prática artística centra-se no desenho e na pintura, com um enfoque especial na ilustração de poesia contemporânea portuguesa. Participa regularmente em exposições individuais e coletivas e tem as suas obras publicadas em livros, jornais e revistas.

## Formação Académica
Constança licenciou-se em Artes Plásticas – Pintura pela Faculdade de Belas Artes da Universidade do Porto (FBAUP). Durante 2007/2008, frequentou a Akademie Výtvarných Umění v Praze (AVU), em Praga, República Checa. Posteriormente, concluiu uma pós-graduação em Gestão Cultural pela Universidade Portucalense Infante D. Henrique (UPT) e obteve o grau de mestre em Ilustração e Animação pelo Instituto Politécnico do Cávado e do Ave (IPCA). Atualmente, é doutoranda em Artes Plásticas na FBAUP, desenvolvendo o seu projeto de investigação no Instituto de Investigação em Arte, Design e Sociedade (i2ADS), com uma bolsa de doutoramento da Fundação para a Ciência e a Tecnologia (FCT).

## Carreira Profissional
Constança leciona no ensino superior politécnico e é formadora em ilustração na FBAUP. Coordenou projetos educativos em instituições como Porto/Post/Doc, Curtas Vila do Conde, Solar – Galeria de Arte Cinemática e ANIMAR. Trabalhou como arte-educadora em instituições como o Museu de Arte Contemporânea da Fundação de Serralves, o Centro de Arte Oliva e o Museu da Cidade do Porto. Foi diretora de ilustração do Jornal Universitário do Porto (JUP) e tem comissariado diversos ciclos de exposições de ilustração.

## Exposições Selecionadas
- Abysmo, Lisboa
- Casa Comum, Porto
- Galeria Trindade, Porto
- Museu da República, Rio de Janeiro, Brasil
- Oliva Creative Factory, São João da Madeira
- Reitoria da Universidade do Porto, Porto

## Publicações
Constança publicou várias obras, incluindo:
- O Lobo Sou Eu, Apuro Edições (2021)
- Zmerzlina, edição de autor (2018)
- Onde o Olhar se Demora, Galeria Trindade (2017)
- Palavras-Chave, Trinta Por uma Linha (2017)
- Simão e a Caixa de Pensar, Trinta Por uma Linha (2016)
- Geração Descartável, Texto Sentido (2015)
- Pessoas, Apuro Edições (2015)
- Melancholia, Ao Norte - Cineclube de Viana (2013)

## Colaborações e Projetos
Constança colaborou com diversas instituições e projetos, incluindo:
- Fundação Cupertino de Miranda, Vila Nova de Famalicão
- Museu de Arte Contemporânea da Fundação de Serralves, Porto
- Centro de Arte Oliva, São João da Madeira
- Casa-Museu Guerra Junqueiro, Porto
- Festival Internacional de Cinema de Animação de Espinho
- Encontros Internacionais de Ilustração de São João da Madeira

A sua obra tem sido destacada em publicações como o Diário de Notícias, Jornal Público e a revista EME (Espanha).